# Emballonura
Emballonura es un género de murciélagos de la familia Emballonuridae. La especie tipo es: Emballonura monticola Temminck, 1838. Comprende las siguientes especies:

## Especies
- Emballonura alecto
- Emballonura atrata
- Emballonura beccarii
- Emballonura dianae
- Emballonura furax
- Emballonura monticola
- Emballonura raffrayana
- Emballonura semicaudata
- Emballonura serii